# متروی نورنبرگ
متروی نورنبرگ (انگلیسی: Nuremberg U-Bahn) سامانه قطار شهری زیرزمینی در شهر نورنبرگ، آلمان است.
این مترو که در سال ۱۹۷۲ تأسیس شده، دارای ۳ خط، ۴۶ ایستگاه و ۳۵ کیلومتر طول می‌باشد.

## نقشه

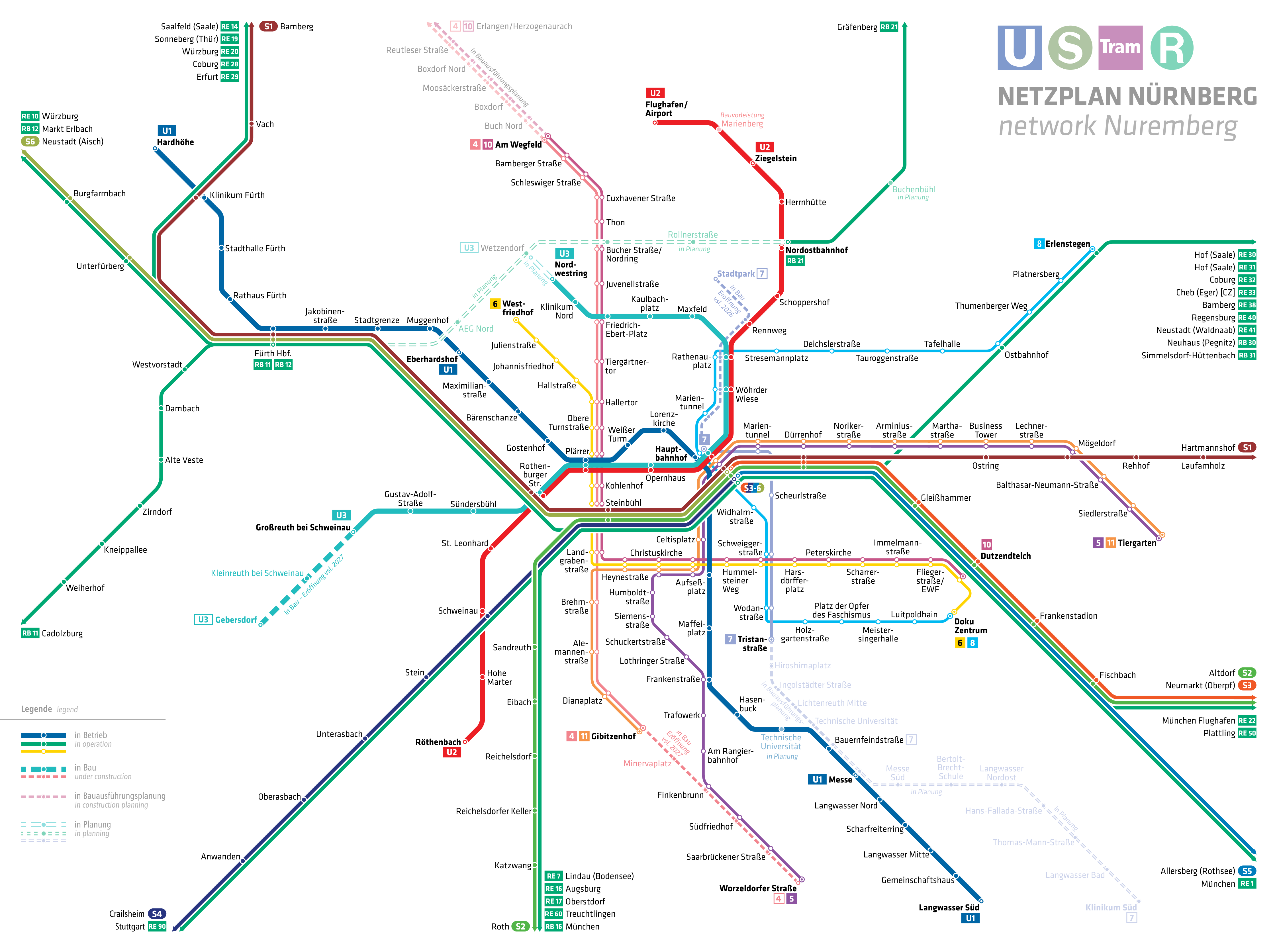
نقشه مترو و تراموا نورنبرگ

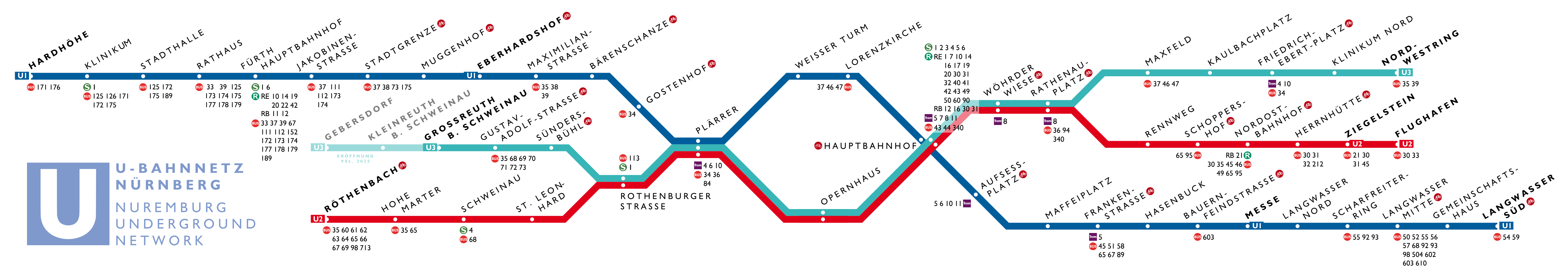
Network map

## نگارخانه

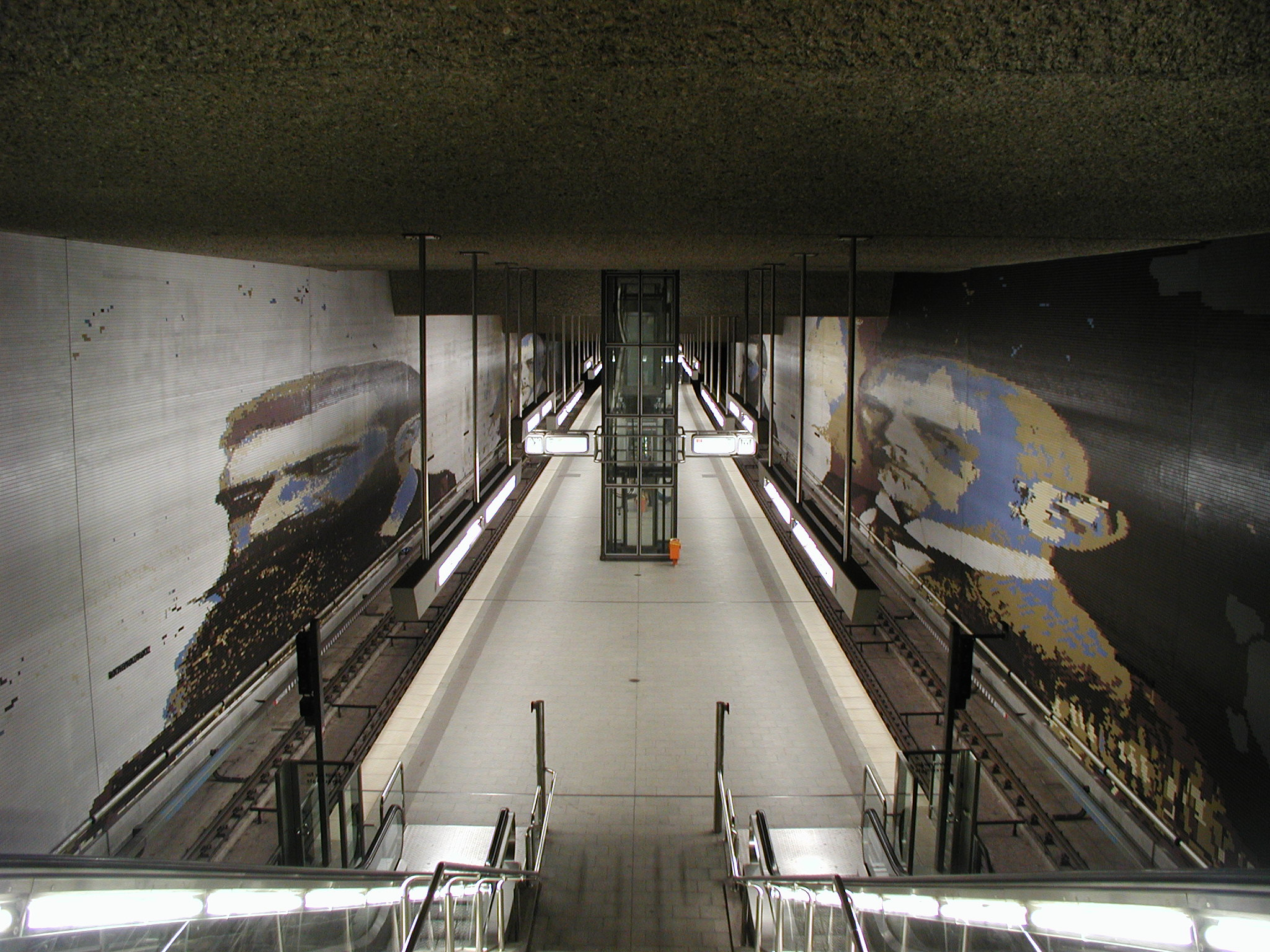
Rathenauplatz
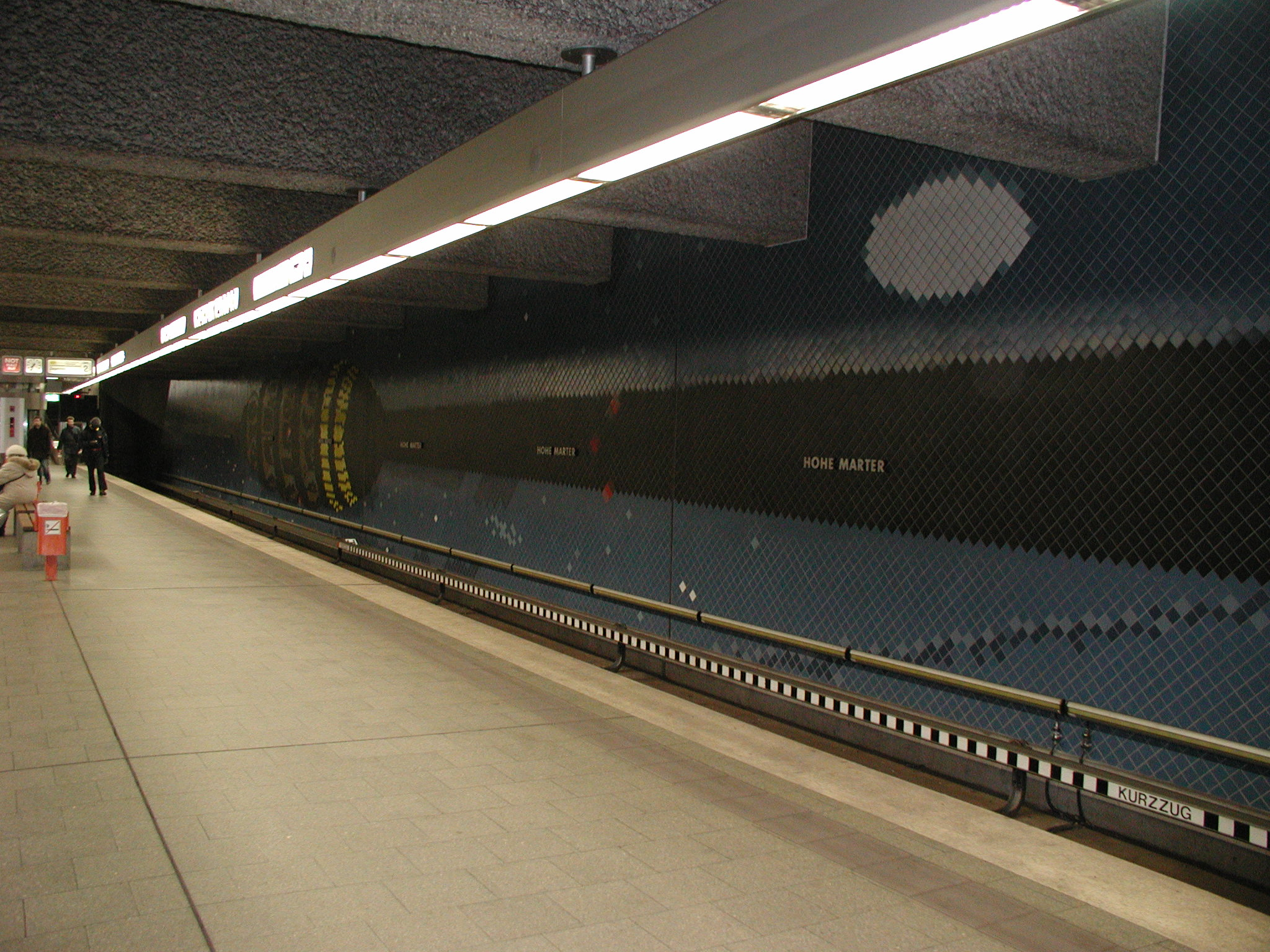
Hohe Marter
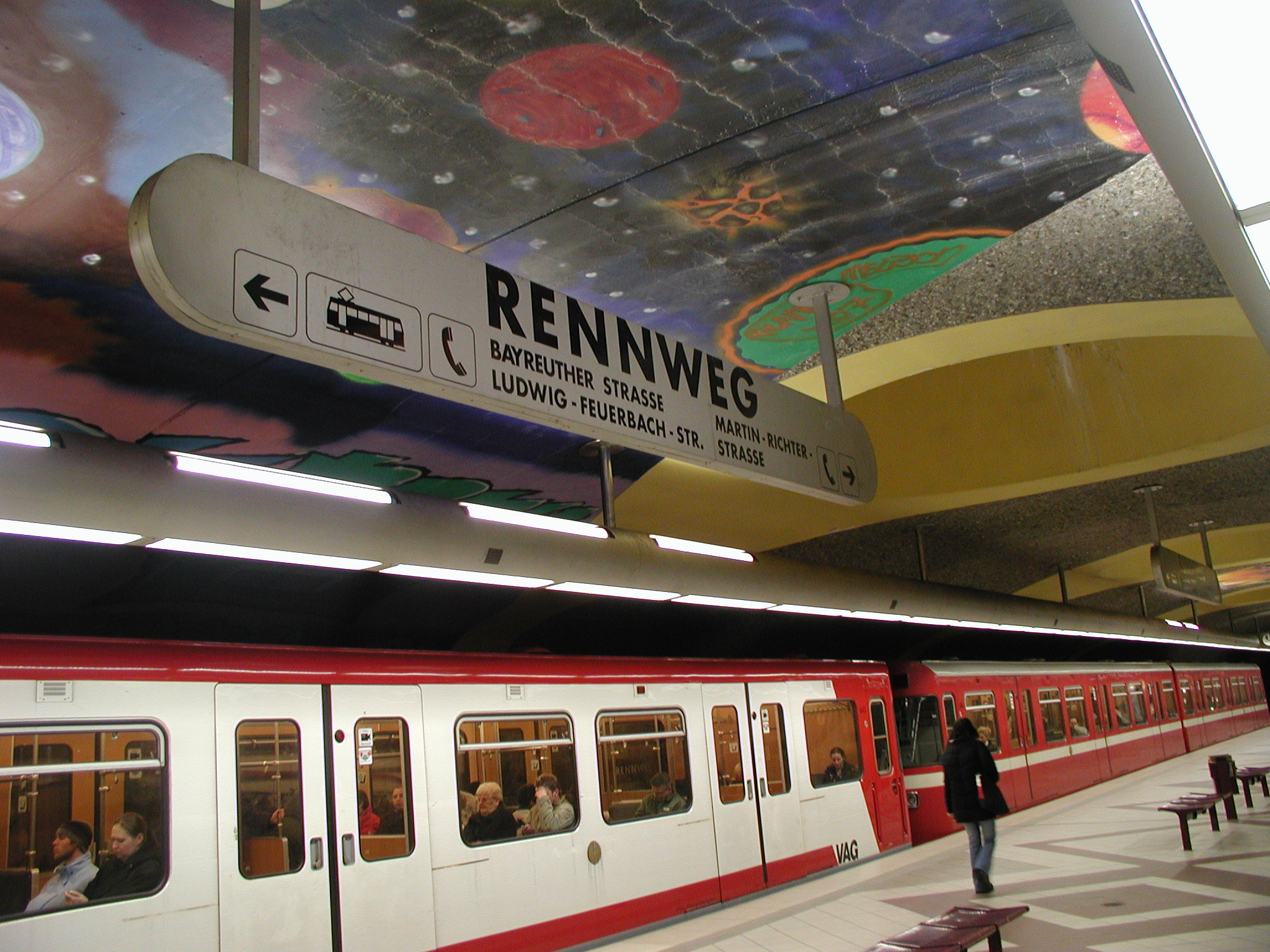
Rennweg
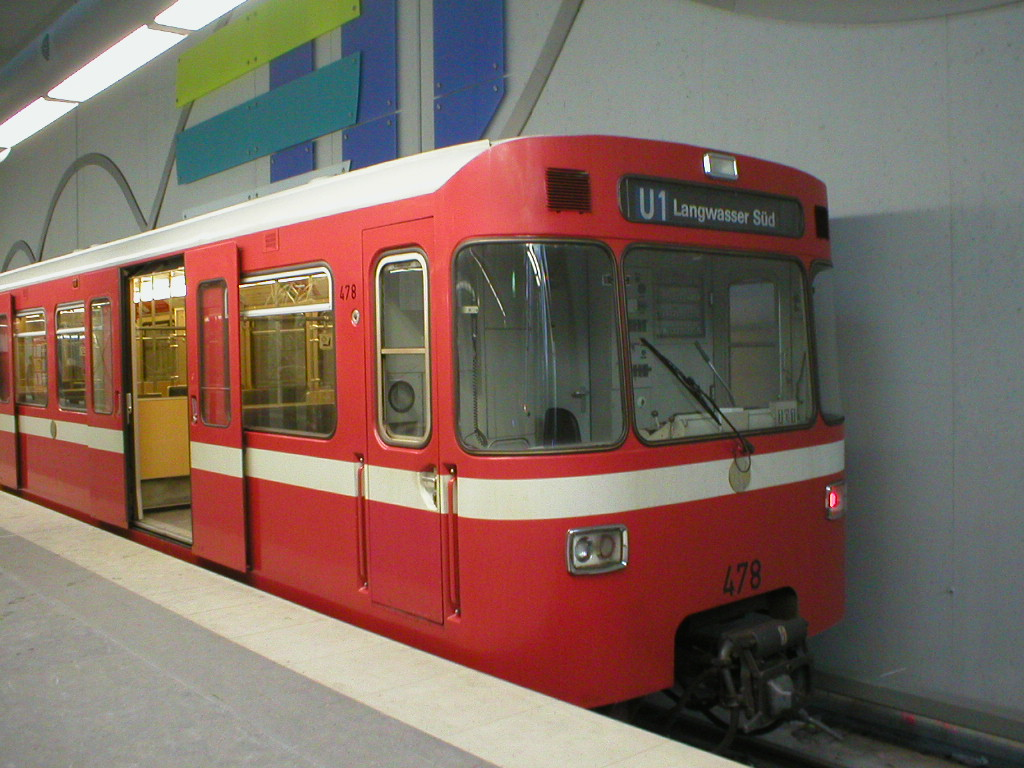
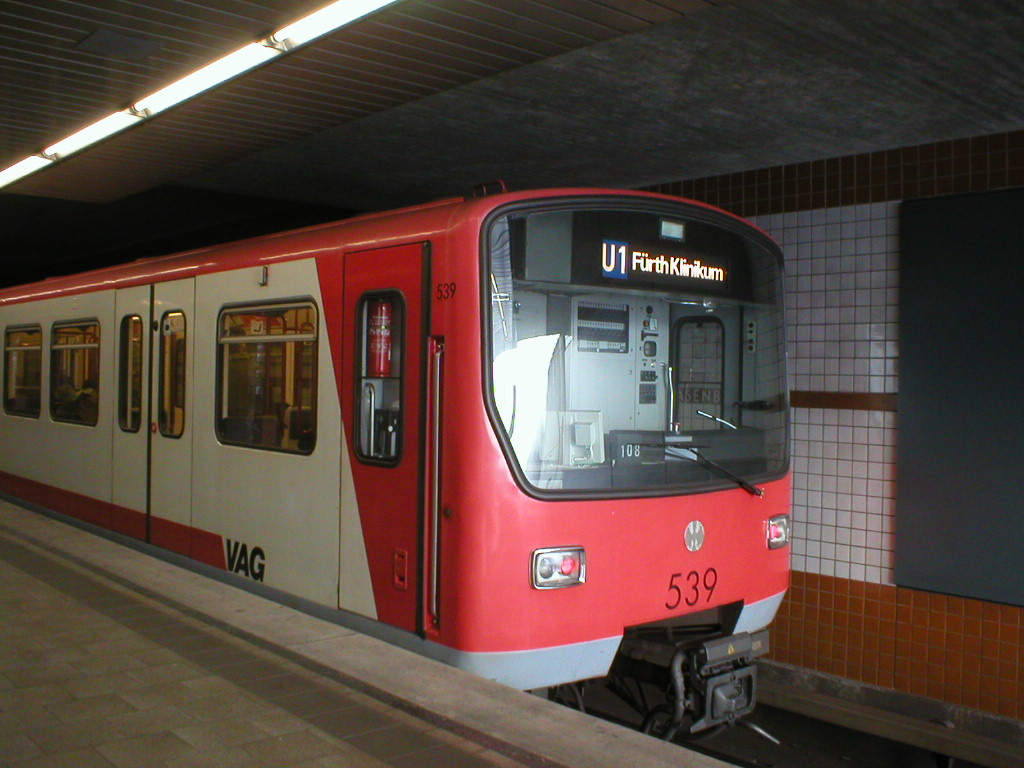
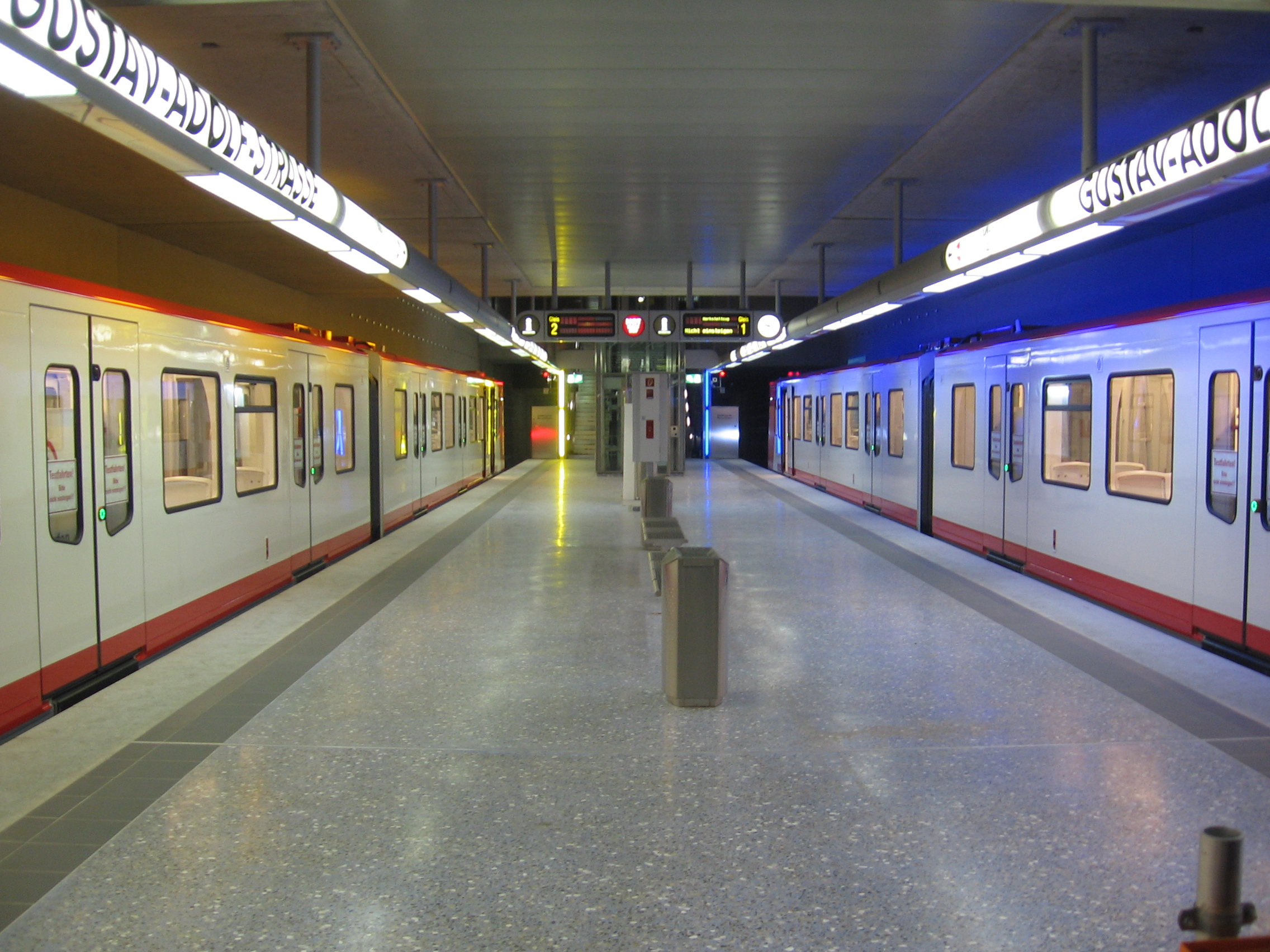
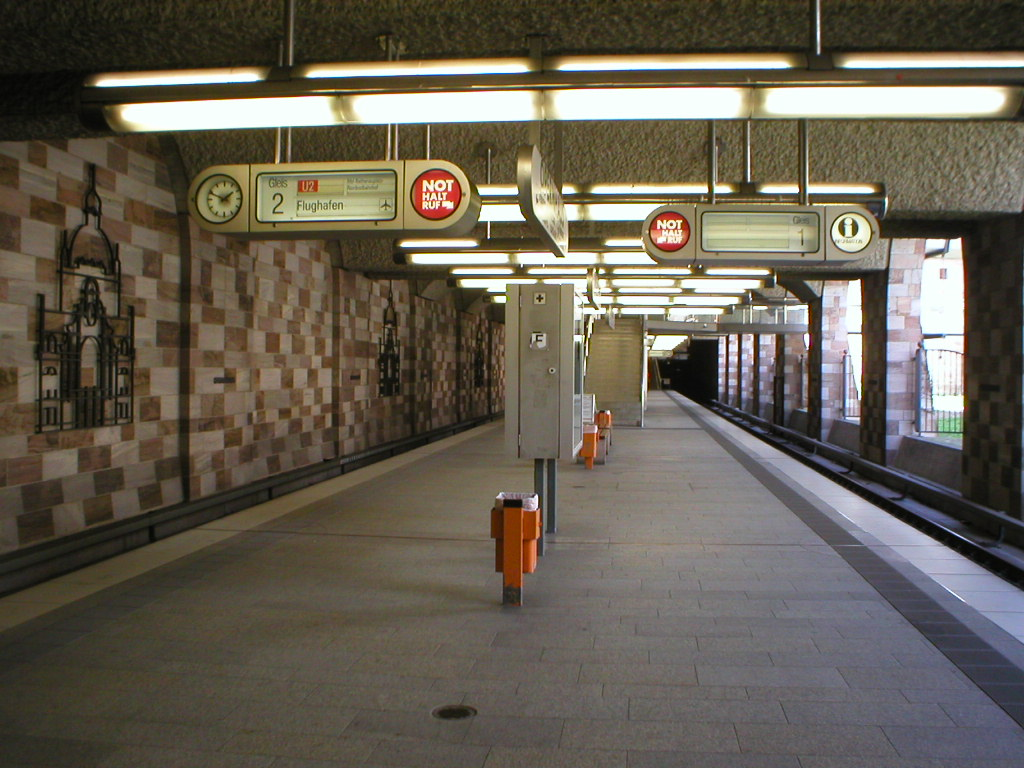